# Nationaal Park Drentsche Aa

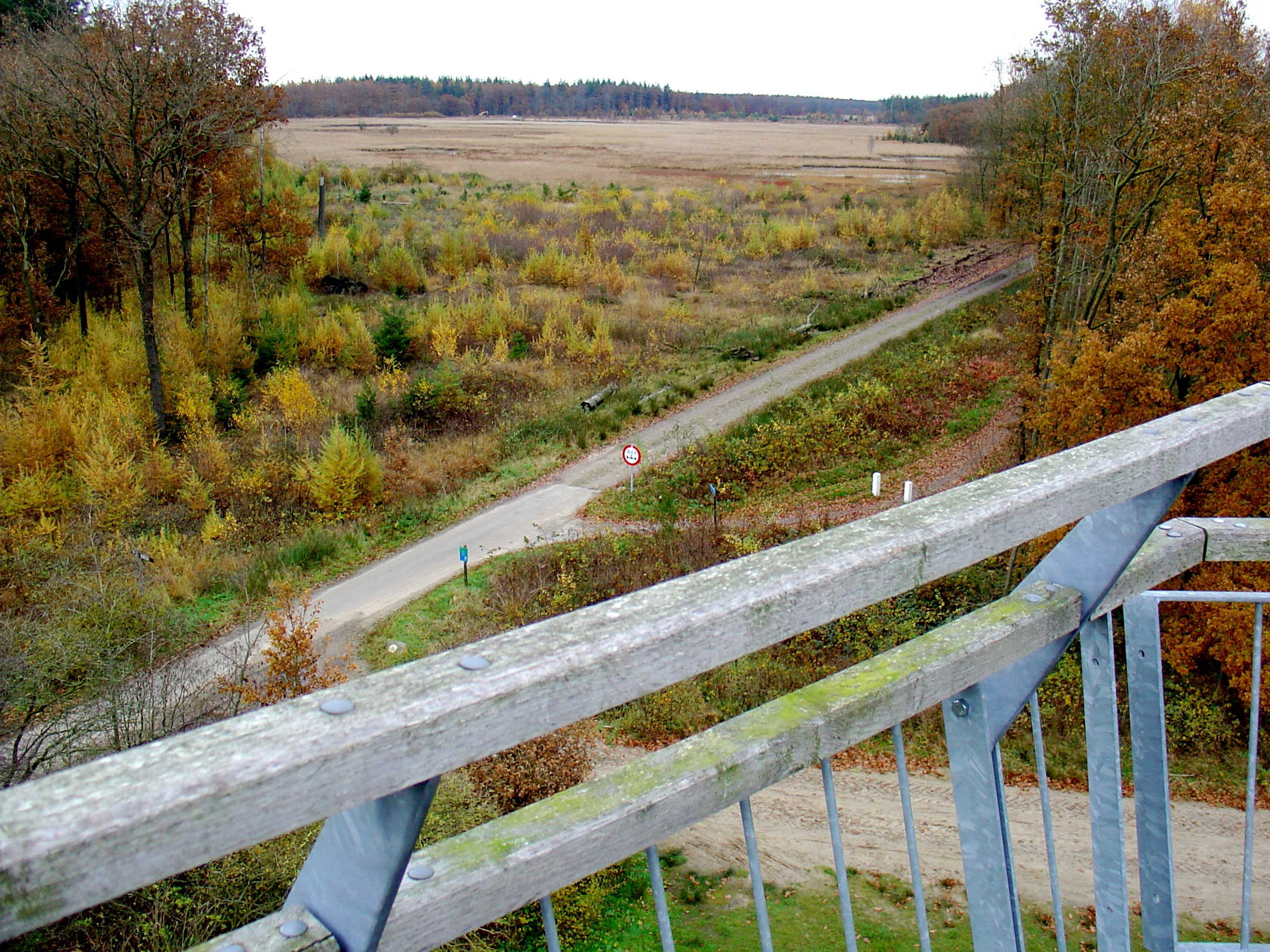
Het natuurgebied Holmers-Halkenbroek onderdeel van het Nationaal beek- en esdorpenlandschap Drentsche Aa

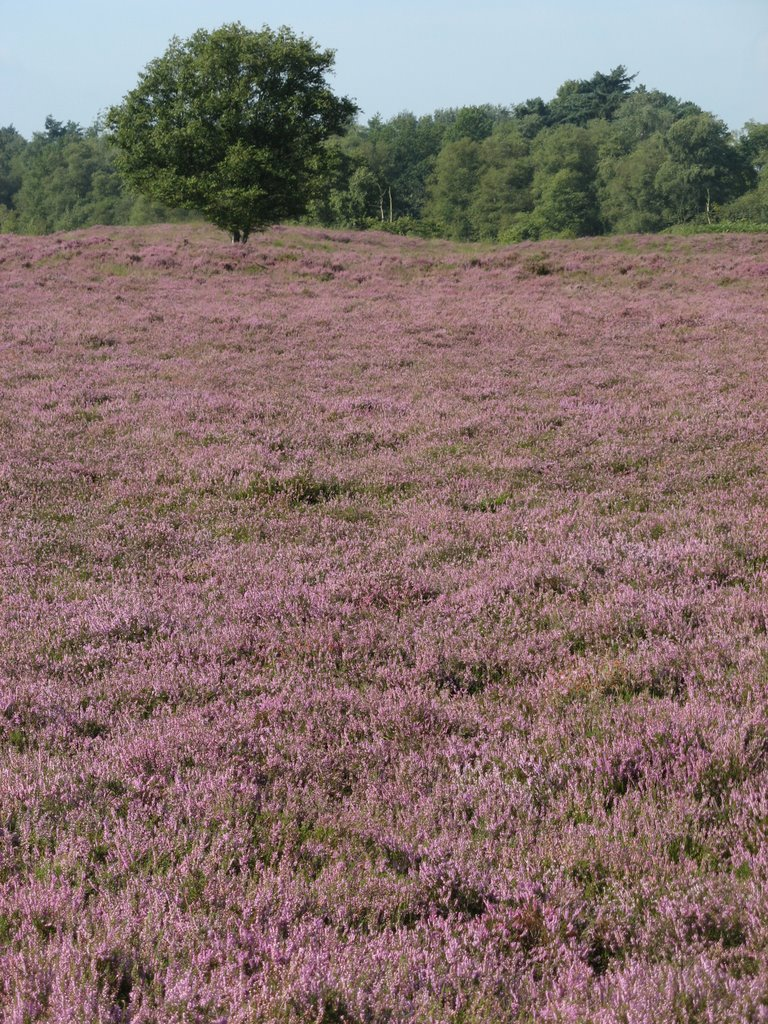
Heide in Nationaal Park Drentsche Aa

Het Nationaal Park Drentsche Aa (voorheen Nationaal beek- en esdorpenlandschap Drentsche Aa) is een nationaal park in de Nederlandse provincies Drenthe en Groningen. Het Overlegorgaan Nationaal Park Drentsche Aa gebruikt vanaf medio 2019 niet meer de naam ‘Nationaal beek- en esdorpenlandschap Drentsche Aa’ maar de naam 'Nationaal Park Drentsche Aa' voor het hele Drentsche Aa-gebied, van het brongebied in boswachterij ‘Hart van Drenthe’ tot de benedenloop in Groningen.

## Status
In een nationaal park zijn doorgaans alle functies ondergeschikt aan de natuur. Het Nationaal beek- en esdorpenlandschap Drentsche Aa is een Nationaal Park met een 'verbrede doelstelling'. Naast natuur en landschap zijn ook landbouw en leefbaarheid in de dorpen belangrijke thema's. Hierdoor was het niet mogelijk een standaard Nationaal Park in te richten en werd lang getwijfeld of de instelling van een nationaal park wel de juiste manier was om het gebied te beschermen. Vanwege het unieke karakter van het landschap heeft men toch besloten het gebied als Nationaal Park te beschermen. Het Nationaal beek- en esdorpenlandschap Drentsche Aa heeft een speciaal beschermingsmodel gekregen, waarin natuur- en cultuurlandschap evenveel aandacht krijgen.
In augustus 2020 is het park door lezers van Dagblad van het Noorden uitgekozen als het mooiste plekje van Drenthe en Groningen.

## Ontstaanswijze
Gedurende het Saalien, de voorlaatste ijstijd, heeft het landijs Noord-Nederland bedekt. In de oudste vergletsjeringsfase zijn lage keileemruggen gevormd met een noordoost-zuidwest ligging. In een jongere fase van de ijsbedekking is het Hondsrugcomplex gevormd, een 70 km lange en veelal 15 km brede rug met een NNW-ZZO ligging. Aan het eind van het Saalien is waarschijnlijk het systeem van de Drentse Aa ontstaan. Door het afsmelten van het landijs zijn door erosie diepe geulen ontstaan in de keileem ondergrond. De loop van deze geulen is sterk beïnvloed door de strekking van de keileemruggen. In het Laat-Weichselien steeg de temperatuur en werd het droger. Door de wind zijn toen grote hoeveelheden zand verplaatst. Deze eolische sedimenten staan bekend als dekzanden. In het Holoceen zijn deze dekzanden door menselijke activiteiten opnieuw gaan stuiven, waardoor de huidige stuifzanden zijn ontstaan. Als een van de laatste nog vrij gave riviersystemen van Nederland zijn de Drentsche Aa en haar zijbeken geomorfologisch van grote betekenis. Samen met de diverse verschijnselen van periglaciale- en glaciale oorsprong maakt dit het landschap van de Drentsche Aa tot een bijzonder aardkundig waardevol gebied.

## Beschrijving landschap
Het Nationaal beek- en esdorpenlandschap ligt in het stroomgebied van de Drentsche Aa. Het landschap in het stroomgebied is de voorbije 150 jaar weinig veranderd. Zo is de Drentsche Aa zelf, een beek die over de Hondsrug loopt, een van de weinige in Nederland waarvan de loop nauwelijks door de mens is beïnvloed. Elders werden, vooral na de Tweede Wereldoorlog in de tijd van de grote ruilverkavelingen, veel beken ten behoeve van de landbouw rechtgetrokken om de afwatering en het bewerken van het land efficiënter te kunnen laten verlopen. Bij de Drentsche Aa is dit nauwelijks gebeurd, mede doordat de ruilverkavelingen in dit gebied minder grootschalig geweest zijn. Zo bleven van de eeuwenoude landschapsindeling ook veel karakteristieke houtwallen op de essen bewaard. Enkele heidevelden, waaronder het voormalig militair oefenterrein Balloërveld, bleven gespaard van ontginning als landbouwgrond of bebossing, zoals elders in Drenthe veel gebeurd is. De schilderachtige esdorpen met hun Saksische boerderijen vervolmaken het beeld.
Al met al is het Drentsche Aa-gebied het best bewaarde beek- en esdorpenlandschap van West-Europa. Men kan er nog goed het oude landschap van Drenthe herkennen, dat de zandgronden in de provincie tot eind negentiende eeuw kenmerkte. De waardering voor dit bijzondere cultuurhistorische landschap is dan ook erg groot: in 2005 werd het gebied, samen met het Limburgse Geuldal, uitgeroepen tot mooiste landschap van Nederland.
Het Drentsche Aa-gebied is een Natura 2000-gebied in het nationaal landschap ligt. 

## Inhoud

### Plaatsen
| - Anderen - Anloo - Anreep - Balloo - Deurze - Eext - Eldersloo - Gasteren - Glimmen (dorp) - Grolloo - Loon |  | - Midlaren - Nijlande - Oudemolen - Rolde - Schieven - Schipborg - Schoonloo - Taarlo - Tynaarlo - Zeegse |

### Bossen
- Boerbos
- De Strubben
- Gemeentebos Rolde
- Kniphorstbosch
- Landgoed Terborgh

### Heidevelden
- Balloërveld
- Gasterse Duinen
- Kampsheide
- velden verspreid in o.a. De Strubben en Landgoed Terborgh